# Plaça al Milicià Desconegut
Antiga plaça situada al cor del Barri Gòtic de la ciutat de Barcelona, entre la placeta del Pi i la plaça de Sant Josep Oriol, i en un lateral de l'església del Pi. S'hi pot trobar una pintada original, amb cal·ligrafia de traç irregular, que ha sobreviscut als 40 anys de Dictadura Franquista, i en la que es pot llegir: Plaça del Milicià Desconegut.
Record d'una ciutat llibertària i anarquista, que es deixa engolir per un turisme massiu, que resta molt llunyà d'aquell passat descrit per George Orwell en el seu llibre “Homenatge a Catalunya”.
El 2004, i un cop rehabilitat l'edifici de la Placeta del Pi número 2, l'Ajuntament de Barcelona va col·locar una placa de bronze a la seva façana amb el text següent: 
ENTRE EL 1937 I EL 1939, AQUESTA PLAÇA VA REBRE EL NOM DE PLAÇA DEL MILICIÀ DESCONEGUT “EN MEMÒRIA D'AQUELLS QUE VAN DONAR LA SEVA VIDA EN LA DEFENSA DELS SEUS IDEALS” BARCELONA, ABRIL DE 2004.